# Soprano (rapero)
Saïd M'Roubaba (Marsella, Francia, 14 de enero de 1979), más conocido por su nombre artístico Soprano, es un rapero francés de origen comoronense miembro del grupo Psy 4 de la rime, a la vez tiene su carrera como solista.

## Discografía
Con Psy4 de la Rime
- 2002: Block Party
- 2005: Enfants De La Lune
- 2008: Les Cités D'Or
- 2013: 4eme Dimension

En Solitario
- 2007 - Puisqu'il faut vivre
- 2010 - La Colombe
- 2011 - Le Corbeau
- 2014 - Cosmopolitan

Con otros mc's
- 2012 - E=2MCS(con REDK)

## Reediciones de álbumes
- 2007 - Pusiqu'il faut vivre (Collector Edition
- 2010 - La Colombe (Collector Edition)
- 2011 - La Colombe et Le Corbeau

## Colaboraciones ymixtapes
- 2000

Psy 4 De La Rime - La Pluie D'Un Desert sur la B.O. du film Comme un aimant
Soprano Feat Sako - Pour de meilleurs... sur la mixtape Sad Hill Impact
Psy 4 De La Rime - La fierté sur la mixtape Sad Hill Impact
Psy 4 De La Rime - Pour mes gens sur la mixtape Sad Hill Impact
45 Niggaz Feat Psy 4 De La Rime - Mon Micro Et Mon Glaive sur l'album de 45 Niggaz, Les guerriers de Mars
- 2001

Psy 4 De La Rime - Le départ sur la mixtape Sur un air positif
Soprano - Sugar sur la B.O. du film Comme un aimant
- 2002

Akhenaton Feat Soprano - Paranoia sur l'album d'Akh, Black Album
- 2003

IAM Feat Soprano - La Violence sur l'album d'IAM, Revoir un printemps
Psy 4 de La Rime - L'assemblee sur la mixtape TSE Music Vol. 1
45 Niggaz Feat Soprano - 5 éléments sur l'album de 45 Niggaz, Justice Sauvage
- 2004

La Swija Feat Soprano - En bas sur l'album de La Swija, Des racines et des ailes
La Swija Feat Psy 4 De La Rime - Au sourire levant sur l'album de La Swija, Des racines et des ailes
Soprano - S.O.P.R.A. sur la mixtape Têtes Brulées
Soprano Feat L'algérino & Kalash - Réseaux Pas Hallal sur la mixtape Street Lourd Hall Stars
Kery James Feat Soprano & Rohff - La Force sur la mixtape Savoir Et Vivre Ensemble
Psy 4 De La Rime - L'Assemblée sur la mixtape TSE Music
Bouchées Double Feat Psy 4 De La Rime - Micro trottoir sur le EP de Bouchées Double, Matière grise
Soprano Feat Mino - L'enfer du devoir sur la mixtape Projet Ares
Psy 4 De La Rime - Marseillais sur la mixtape OM All Stars
Beretta Feat Soprano - Animaux dans les mots sur l'album de Beretta, Rimes 2 Zone
Beretta Feat Soprano & L'algerino - Aussi Profond que l'ocean sur l'album de Beretta, Rimes 2 Zone
- 2005

L'algérino Feat Soprano - Etoile D'un Jour sur l'album de L'algérino, Les Derniers Seront Les Premiers
L'algérino Feat Psy 4 De La Rime & IAM - M.A.R.S. sur l'album de L'algérino, Les Derniers Seront Les Premiers
Medine Feat Soprano - Anéanti sur l'album de Médine, Jihad
Psy 4 De La Rime - Lova sur la mixtape Illicite Projet
Psy 4 De La Rime Feat Mystik & Mino - J'reste au front sur la mixtape Hematom Resurrection
Soprano - Fréro tiens l'coup sur la mixtape Haute Tension
Psy 4 De La Rime - De la paix a la haine sur la mixtape Neochrome Vol.3
Soprano Feat Mino & La Swija - Stallag 13 sur la mixtape Stallag 13
Soprano Feat Mino - On est les autres sur la mixtape Stallag 13
Soprano Feat Cesare - Freestyle radio sur la mixtape Stallag 13
Soprano Feat Vincenzo - Bootleg sur la mixtape Rap Performance
- 2006

Akhenaton Feat Psy 4 De La Rime - Vue De La Cage sur l'album d'Akh, Soldats De Fortune
Psy 4 De La Rime - Bienvenue A Massilia sur la mixtape Mixtape Evolution
Soprano Feat Sako & Akhenaton - Tant Que Dieu... sur la mixtape La Cosca Team Vol. 2
Psy 4 De La Rime - Fou sur la mixtape La Cosca Team Vol. 2
La Cosca Team - La Ronde sur la mixtape, La Cosca Team Vol. 2
Kayna Samet Feat Soprano - Besoin De Renaître sur l'album de Kayna Samet, Entre Deux Je
Soprano - Moi J'Ai Pas sur la mixtape Hostile 2006
Soprano - Mars Vice sur la mixtape Illégal Radio
Moubaraka Feat Soprano - Espérance sur le Street CD de Moubaraka, L'envie de percer
Psy 4 De La Rime Feat Le Rat Luciano, L'algérino & Bouga - Marseille all star sur la mixtape Crise des banlieues
Soprano Feat L.E.A - Derniere Chance sur la mixtape Block 4 Life
Soprano Feat Médine - Ils Disent sur la mixtape Block 4 Life
Psy 4 De La Rime - La Cosco sur la mixtape Independenza Labels
Psy 4 De La Rime - Paix à la haine sur la mixtape 1Konito Vol.3
Samat Feat Soprano - Réfléchi sur l'album de Samat, Just Milieu
Larsen Feat Soprano - Dis leur sur le Street CD de Larsen, Dark Album: En Parallele
Soprano- Au-dela des codes postaux sur la mixtape Dans les rues de Marseille
- 2007

S.Teban Feat Soprano & Segnor Alonzo - The World Needs You sur la mixtape, TSE Music L'Apéro
Tony P Feat Soprano & Don Choa - Les Clés De La Reussite sur l'album éponyme de Tony P
K.ommando Toxic Feat Soprano & Tonino - Au taquet sur le Street CD du K.ommando Toxic, Cocktail explosif
Psykopat Feat Soprano - Qui sur le Street CD des Psykopat, Antholopsy
Melissa Feat Soprano - Jour de pluie sur l'album de Melissa, Avec tout mon amour
Kalash L'afro Feat Soprano - Armadeus & Ghettoven sur l'album de Kalash, Cracheur de flammes
- 2009

La Fouine feat Soprano & Sefyu - Ca fait mal
Psy4 de la rime & Porta - Entra en la arena
- 2010

ZPU con Soprano - Primera clase
Delahoja con Soprano - Nuestra B.S.O
- 2010 De Puisqu'il faut vivre à La Colombe

- Datos: Q1372291
- Multimedia: Soprano (rapper) / Q1372291